# Savignac (Aveyron)
Savignac é uma comuna francesa na região administrativa de Occitânia, no departamento de Aveyron. Estende-se por uma área de 15,28 km². Em 2010 a comuna tinha 749 habitantes (densidade: 49 hab./km²).